# برونو پونته‌کوروو
برونو پونته‌کوروو (به ایتالیایی: Bruno Pontecorvo) (زاده ۲۲ اوت ۱۹۱۳ میلادی، مارینا دی پیزا، ایتالیا - درگذشته ۲۴ سپتامبر ۱۹۹۳ میلادی، دوبنا، روسیه) فیزیکدان اتمی ایتالیایی الاصل و از دستیاران اولیه انریکو فرمی بود. وی تحقیقات زیادی در زمینه فیزیک ذرات و نوترینو انجام داد و به مدت ۵ سال به همراه خانواده ناپدید شد و بعد از ۵ سال سر از  اتحاد جماهیر شوروی در آورد معلوم نشد که دزدیده شده بوده یا جاسوس بود  و در آنجا به تحقیقات خود در زمینه میونها و نوترینوها ادامه داد.

در سال ۱۹۶۸ پونته‌کوروو و ولادیمیر گیربف در پی ابهامات به وجود آمده در اندازه‌گیری تعداد نوترینوهای خورشیدی عبوری از زمین، بیان نمودند که اگر نوترینوها دارای جرم غیر صفر باشند آنگاه می‌توانند از یک نوع به نوع دیگر تغییر نمایند (نوسان نمایند). بنابراین نوترینوهای خورشیدی گمشده، می‌توانند نوترینوهای الکترونی باشند که در طول مسیر خود به سوی زمین به نوعی دیگر تغییر یافته‌اند و از دید آشکارسازها پنهان می‌مانند. تا پیش از این عقیده عمومی بر این رایج بود که نوترینوها دارای جرم صفر هستند. در سال ۲۰۱۰ آشکارساز اپرا تغییر طعم نوترینوهای میونی به نوترینوهای تاو را ثبت نمود.